# 许廷栋
许廷栋，江西金溪人，是一名明朝政治人物。
许廷栋曾于1617年接替袁梦鳌任崇明县知县一职，1620年由袁宗锡接任。